# Stopplaats Meulunteren
Stopplaats Meulunteren was een halte aan de spoorlijn Nijkerk - Barneveld - Ede bij de buurtschap Meulunteren, tussen de huidige stations Barneveld Zuid en Lunteren. Het stationsgebouw was een houten wachtlokaaltje, een abri. De stopplaats was in gebruik van 1903 tot 1950.